# Di Lucas

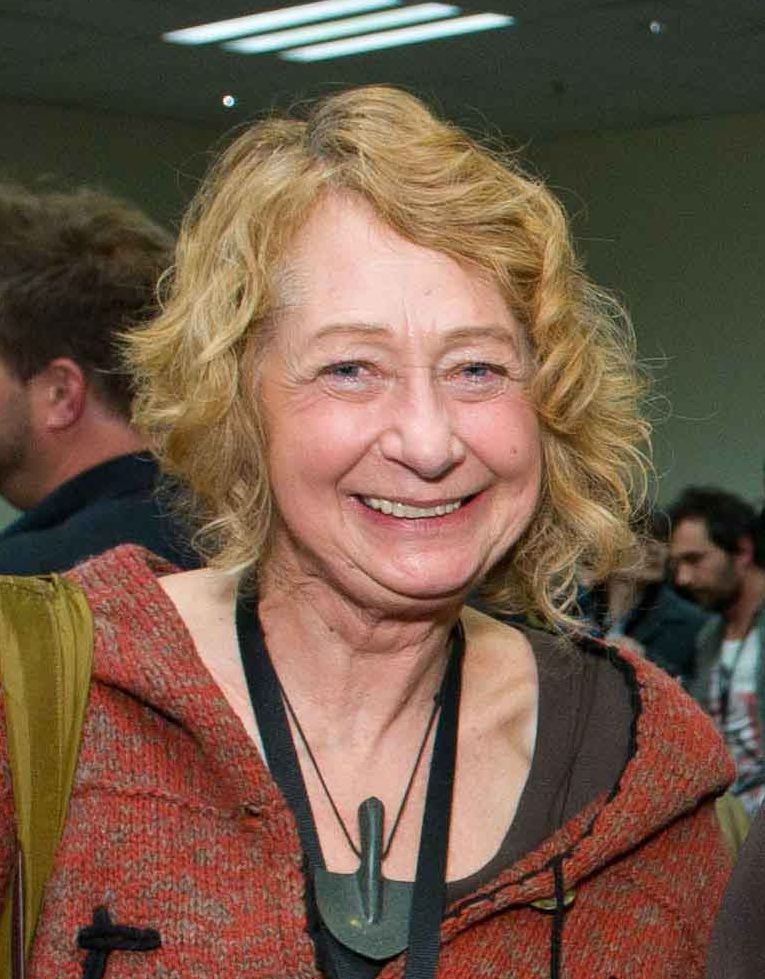
Diane Jean Lucas, 2012

Diane Jean Lucas ONZM, auch einfach Di Lucas, (* 1950) ist eine neuseeländische Landschaftsarchitektin und Umweltplanerin, die für ihre Naturschutzarbeiten bekannt ist, insbesondere in und um Christchurch, der Banks Peninsula, den Canterbury Plains und dem High Country. Sie ist eine starke Befürworterin des Schutzes natürlicher und einheimischer Ökosysteme und der nachhaltigen Landbewirtschaftung.

## Leben
Lucas wuchs in Bendigo nahe Cromwell am Lake Dunstan im Hochland von Otago auf der neuseeländischen Südinsel auf und lernte sowohl von ihren Eltern als auch von der rauen Landschaft schon früh über Naturschutz. 1971 erwarb sie einen Bachelor of Science in Botanik an der University of Otago und absolvierte anschließend ein Diplom in Landschaftsarchitektur an der Lincoln University.
Sie arbeitete zunächst für das damalige Ministry of Works and Development (heute privatisiert), trat aber während der Ära von Robert Muldoon zurück, da sie nicht unter einer Regierung arbeiten wollte, deren Politik sich negativ auf die Biodiversität und die natürlichen ländlichen Landschaften Neuseelands auswirkte. Sie gründete ein Büro in Geraldine, das ländliche Landbesitzer in Bezug auf nachhaltiges Management beriet, und wurde später Direktorin von Lucas Associates Limited, jetzt mit Sitz in Christchurch. Über Jahrzehnte hinweg haben ihre Projekte und Veröffentlichungen die Stadtgestaltung, einheimische Bepflanzungen, die Wiederherstellung von Wasserwegen, die Planung nach dem Resource Management Act 1991 (RMA), die Forstwirtschaft und das Hochlandmanagement beeinflusst und verbessert.
Zu ihren zahlreichen beruflichen und ehrenamtlichen Aufgaben gehören Tätigkeiten für den Natural Heritage Fund, das Department of Conservation, die New Zealand Conservation Authority, den New Zealand Environmental Council, Ngā Whenua Rāhui (ein Fonds, der Māori-Landbesitzer beim Schutz indigener Ökosysteme unterstützt), das New Zealand Institute of Landscape Architects (NZILA), Federated Farmers, die New Zealand Farm Forestry Association und das Christchurch City Council Urban Design Panel. Sie war außerdem Präsidentin der NZILA, Kommissarin bei RMA-Anhörungen und Jury-Mitglied bei den Canterbury Heritage Awards.
Von 1995 bis 1997 erforschte sie einheimische Pflanzenarten, die für Hausgärtner geeignet sind, um sie in ihrer Nachbarschaft anzubauen. Zusammen mit dem Christchurch-Otautahi Agenda 21-Komitee veröffentlichte sie ihre Forschungen in einem Satz von vier Broschüren über verschiedene Gebiete mit dem Titel Indigenous Ecosystems of Otautahi Christchurch. Die Broschüren enthalten eine Straßenkarte von Christchurch, die mit einer Karte der Ökosysteme und Bodentypen der Canterbury Plains überlagert ist. Die Ökosysteme reichen von alten Feuchtgebieten über Wald bis hin zu jüngerem Tussock-Grasland. Darüber hinaus bieten die Broschüren einen Leitfaden für Baumschulen und die Öffentlichkeit, welche einheimischen Bäume, Sträucher, Kletterpflanzen und Bodendecker von Natur aus in die verschiedenen Gebiete gehören. Die Ergebnisse werden von Lucas und der Stadt Christchurch auch online zur Verfügung gestellt.
Zur Zeit der Christchurch-Erdbeben warnte sie, dass alte Bäche „Erinnerungen“ haben. Ein Stadtplan aus dem Jahr 1850 zeigte eine Reihe von alten Wasserläufen, die inzwischen mit Kies aufgefüllt und bebaut worden waren. Viele stark erdbebengeschädigte Gebäude befanden sich über diesen alten Bächen.

## Preise und Auszeichnungen (Auswahl)
- New Zealand Suffrage Centennial Medal 1993
- New Zealand 1990 Commemoration Medal
- Resene Total Colour Lifetime Achievement Award 2012[9]
- John Taylor Award for Leadership in Horticulture, 2017[10]
- Officer of the New Zealand Order of Merit, 2019[1]
- mehrere Auszeichnungen für ihr Büro durch die NZILA